# Манува, Джими
Бабаджими Абиола Манува (англ. Babajimi Abiola Manuwa; род. 18 февраля 1980, Сакраменто) — английский боец смешанного стиля, представитель полутяжёлой весовой категории. Выступал на профессиональном уровне начиная с 2008 года, известен по участию в турнирах бойцовских организаций UFC, UCMMA, BAMMA и др. Владел титулом чемпиона UCMMA в полутяжёлом весе. После 4-х поражений, 3 из которых были нокаутом Джими Манува объявил о завершении карьеры в возрасте 39 лет.

## Биография
Джими Манува родился 18 февраля 1980 года в городе Сакраменто штата Калифорния в США — в семье граждан Великобритании, выходцев из нигерийского народа йоруба. Детство большей частью провёл в Нигерии, затем в возрасте десяти лет вместе с родителями переехал на постоянное жительство в Лондон.
В 2002 году был арестован за участие в банде грабителей и около года провёл в тюрьме.
Долгое время занимался силовыми видами спорта, но из-за травмы грудной мышцы в 2007 году вынужден был от них отказаться и перешёл в ММА. Проходил подготовку в зале Keddles Gym под руководством Алана Кеддла, практиковал бокс, муай-тай, бразильское джиу-джитсу. По БЖЖ удостоился пурпурного пояса, получив его из рук Рикарду да Силвы.

### Начало профессиональной карьеры
Дебютировал в смешанных единоборствах на профессиональном уровне в июле 2008 года, выиграв у своего соперника техническим нокаутом в первом же раунде. Спустя несколько месяцев провёл ещё один успешный бой, так же выиграв техническим нокаутом в первом раунде.

### UCMMA
В 2008—2011 годах выступал в недавно появившейся британской организации UCMMA, где завоевал титул чемпиона в полутяжёлой весовой категории и пять раз сумел защитить свой чемпионский пояс, не потерпев при этом ни одного поражения.
Уже тогда у него появилась возможность перейти в крупнейшую бойцовскую организацию мира Ultimate Fighting Championship, однако он отклонил предложенный котнтракт, отметив, что пока не готов выступать на таком высоком уровне — переход в UFC является для него конечной целью, но это должно произойти позже. Ему предлагали выступить на UFC 138, но он вновь отказался, сославшись на нехватку бойцовского опыта.

### BAMMA
Проведя пять защит чемпионского титула UCMMA, в 2011 году Манува перешёл в другую британскую организацию BAMMA, подписав с ней эксклюзивный контракт на четыре боя. Тем не менее, в итоге он провёл здесь только один бой, выиграв техническим нокаутом у Энтони Риа.

### Ultimate Fighting Championship
Имея в послужном списке 14 побед без единого поражения, в июле 2012 года Джими Манува всё-таки подписал контракт с UFC. В дебютном поединке в сентябре того же года вышел в октагон против американца Кайла Кингсбери, участника восьмого сезона реалити-шоу The Ultimate Fighter. В перерыве между вторым и третьим раундами рефери засчитал Кингсбери технический нокаут, поскольку у того сильно заплыл левый глаз, и с таким повреждением он не мог продолжать драться.
В 2013 году победил француза Сириля Дьябате и канадца Райана Джиммо — оба получили несовместимую с продолжением боя травму ноги.
В марте 2014 года Манува в главном бою вечера встретился со шведом Александром Густафссоном, недавним претендентом на титул чемпиона. Проиграл ему нокаутом во втором раунде, потерпев таким образом первое в профессиональной карьере поражение. При всём при том, заработал бонус за лучший бой вечера.
Далее должен был драться с бразильцем Маурисиу Руа, но незадолго до начала планировавшегося турнира отказался от боя из-за травмы. После более чем годичного перерыва в апреле 2015 года вернулся в октагон, выиграв единогласным решением судей у поляка Яна Блаховича — это был первый раз, когда он прошёл всю дистанцию боя до конца.
В сентябре 2015 года был нокаутирован американцем Энтони Джонсоном.
На февраль 2016 года планировался поединок против представителя Украины Никиты Крылова, однако англичанин вновь получил травму, и этому бою так и не суждено было состояться. Вместо этого позже в октябре Манува вышел против Овинса Сен-Прё — нокаутировал его во втором раунде и получил награду за лучшее выступление вечера.
Следующим соперником ему назначили бразильца Гловера Тейшейру, но затем в качестве соперника выбрали американца Кори Андерсона, победителя 19 сезона шоу TUF. В главном бою вечера в марте 2017 года они сошлись в октагоне — в первом раунде серией точных ударов Манува нокаутировал Андерсона и вновь заслужил бонус за лучшее выступление вечера.
В июле 2017 года сам оказался в нокауте, проиграл представителю Швейцарии Волкану Оздемиру уже на 42 секунде первого раунда.
В марте 2018 года состоялся ещё один поединок против Яна Блаховича, и на сей раз Манува уступил ему единогласным судейским решением. При этом оба бойца удостоились награды за лучший бой вечера.
8 декабря 2018 года на турнире UFC 231 Манува проиграл нокаутом Тиагу Сантусу.
В июне 2019 года проиграл Александру Ракичу. В конце первой минуты боя Ракич провел комбинацию из трех ударов, завершившую ударом ногой в голову, которая нокаутировала Мануву. После этого поражения объявил о завершении карьеры бойца.

## Статистика в профессиональном ММА
| Боёв 23  | Побед 17 | Поражений 6 |
| -------- | -------- | ----------- |
| Нокаутом | 15       | 5           |
| Сдачей   | 1        | 0           |
| Решением | 1        | 1           |

| Результат | Рекорд | Соперник             | Способ                  | Турнир                                 | Дата             | Раунд | Время | Место             | Примечание                                       |
| --------- | ------ | -------------------- | ----------------------- | -------------------------------------- | ---------------- | ----- | ----- | ----------------- | ------------------------------------------------ |
| Поражение | 17-6   | Александр Ракич      | KO (ногой в голову)     | UFC Fight Night: Gustafsson vs. Smith  | 1 июня 2019      | 1     | 0:47  | Стокгольм, Швеция |                                                  |
| Поражение | 17-5   | Тиагу Сантус         | KO (удар рукой)         | UFC 231                                | 8 декабря 2018   | 2     | 0:41  | Торонто, Канада   |                                                  |
| Поражение | 17-4   | Ян Блахович          | Единогласное решение    | UFC Fight Night: Werdum vs. Volkov     | 17 марта 2018    | 3     | 5:00  | Лондон, Англия    | Бой вечера.                                      |
| Поражение | 17-3   | Волкан Оздемир       | KO (удары руками)       | UFC 214                                | 29 июля 2017     | 1     | 0:42  | Анахайм, США      |                                                  |
| Победа    | 17-2   | Кори Андерсон        | KO (удар рукой)         | UFC Fight Night: Manuwa vs. Anderson   | 18 марта 2017    | 1     | 3:05  | Лондон, Англия    | Выступление вечера.                              |
| Победа    | 16-2   | Овинс Сен-Прё        | KO (удар рукой)         | UFC 204                                | 8 октября 2016   | 2     | 2:38  | Манчестер, Англия | Выступление вечера.                              |
| Поражение | 15-2   | Энтони Джонсон       | KO (удары)              | UFC 191                                | 5 сентября 2015  | 2     | 0:28  | Лас-Вегас, США    |                                                  |
| Победа    | 15-1   | Ян Блахович          | Единогласное решение    | UFC Fight Night: Gonzaga vs. Cro Cop 2 | 11 апреля 2015   | 3     | 5:00  | Краков, Польша    |                                                  |
| Поражение | 14-1   | Александр Густафссон | KO (удары)              | UFC Fight Night: Gustafsson vs. Manuwa | 8 марта 2014     | 2     | 1:18  | Лондон, Англия    | Бой вечера.                                      |
| Победа    | 14-0   | Райан Джиммо         | TKO (травма ноги)       | UFC Fight Night: Machida vs. Munoz     | 26 октября 2013  | 2     | 4:41  | Манчестер, Англия |                                                  |
| Победа    | 13-0   | Сириль Дьябате       | TKO (травма ноги)       | UFC on Fuel TV: Barao vs. McDonald     | 16 февраля 2013  | 1     | 5:00  | Лондон, Англия    |                                                  |
| Победа    | 12-0   | Кайл Кингсбери       | TKO (остановлен врачом) | UFC on Fuel TV: Struve vs. Miocic      | 29 сентября 2012 | 2     | 5:00  | Ноттингем, Англия |                                                  |
| Победа    | 11-0   | Энтони Риа           | TKO (удары)             | BAMMA 8                                | 10 декабря 2011  | 1     | 5:00  | Ноттингем, Англия |                                                  |
| Победа    | 10-0   | Ник Чапман           | TKO (удары коленями)    | UCMMA 24: Hands of War                 | 22 октября 2011  | 1     | 2:14  | Лондон, Англия    | Защитил титул чемпиона UCMMA в полутяжёлом весе. |
| Победа    | 9-0    | Валентино Петреску   | KO (удар рукой)         | UCMMA 14: Invincible                   | 7 августа 2010   | 1     | 3:08  | Лондон, Англия    | Защитил титул чемпиона UCMMA в полутяжёлом весе. |
| Победа    | 8-0    | Реза Махдавян        | TKO (удары руками)      | UCMMA 12: Never Back Down              | 8 мая 2010       | 1     | 3:19  | Лондон, Англия    | Защитил титул чемпиона UCMMA в полутяжёлом весе. |
| Победа    | 7-0    | Шон Ломас            | TKO (удары руками)      | UCMMA 9: Fighting for Heroes           | 5 декабря 2009   | 1     | 3:58  | Лондон, Англия    | Защитил титул чемпиона UCMMA в полутяжёлом весе. |
| Победа    | 6-0    | Люк Блайт            | KO (удар рукой)         | UCMMA 6: Payback                       | 22 августа 2009  | 2     | 4:22  | Лондон, Англия    | Защитил титул чемпиона UCMMA в полутяжёлом весе. |
| Победа    | 5-0    | Райан Робинсон       | TKO (удары руками)      | UCMMA 4: Relentless                    | 9 мая 2009       | 1     | 2:03  | Лондон, Англия    | Выиграл титул чемпиона UCMMA в полутяжёлом весе. |
| Победа    | 4-0    | Джейми Хирн          | Сдача (гильотина)       | UCMMA 2: Unbreakable                   | 7 февраля 2009   | 1     | 1:49  | Лондон, Англия    |                                                  |
| Победа    | 3-0    | Крис Грейг           | TKO (удары руками)      | UCMMA 1: Unbreakable                   | 6 декабря 2008   | 2     | 1:35  | Лондон, Англия    |                                                  |
| Победа    | 2-0    | Дейв Ринтул          | TKO (удар рукой)        | FX3 9                                  | 13 сентября 2008 | 1     | 3:10  | Рединг, Англия    |                                                  |
| Победа    | 1-0    | Том Кинг             | TKO (удары руками)      | FCFN 8                                 | 26 июля 2008     | 1     | 4:25  | Портсмут, Англия  |                                                  |